# Crotalaria exaltata
Crotalaria exaltata är en ärtväxtart som beskrevs av Roger Marcus Polhill. Crotalaria exaltata ingår i släktet sunnhampor, och familjen ärtväxter. IUCN kategoriserar arten globalt som nära hotad. Inga underarter finns listade i Catalogue of Life.